# Carollia
Carollia és un gènere de ratpenats de la família dels fil·lostòmids.
Les espècies d'aquest gènere es troben a les regions tropicals de Sud-amèrica i de Centreamèrica però no a les illes del Carib (llevat de Trinitat i Tobago).

## Taxonomia
- C. benkeithi
- Ratpenat cuacurt sedós (Carollia brevicauda)
- Ratpenat cuacurt d'Allen (Carollia castanea)
- Carollia colombiana
- Carollia manu
- C. monohernandezi
- Ratpenat cuacurt de Seba (Carollia perspicillata)
- Carollia sowelli
- Ratpenat cuacurt de Hahn (Carollia subrufa)